# Vokalíza (hudba)
Vokalíza je nonverbální hudební projev lidského hlasu, jinak řečeno „zpěv beze slov“, při němž zpívající užívá pouze vokálů (nejčastěji A, U nebo O). V širším smyslu je za vokalízu možné považovat i zpěv na speciální slabiky (např. tra, la, pa, va, don) umožňující výraznější rytmizaci a hudební artikulaci vokalízy. Velmi často se ve vokalízách užívá také tzv. brumenda neboli zpěvu se zavřenými ústy.
Vokalíza je běžným jevem v lidové, populární, jazzové i klasické hudbě. Nejčastěji se vyskytuje jako ozvláštňující prvek vedle zpěvu verbálního, tzn. na konkrétní slova či text. Jednoduchým příkladem může být česká lidová píseň Červený šátečku, jejíž refrén (opakující se po každé sloce) je tvořen vokalízou na slabiky tra la, které slouží pouze hudebnímu výrazu a nenesou žádný verbální význam.

## Vokalíza ve starší klasické hudbě
V klasické hudbě se samostatné vokalízy vyskytovaly přibližně od poloviny 18. století v hlasových cvičeních. Jako vokálně estetický princip se však užívaly hojně již v barokní a později klasicistní opeře, kde je označujeme jako koloratury, tedy hudební rozvinutí jednoho slova či jeho slabiky do delších, technicky náročných a rychlých pasáží, které často tvoří rozlehlou a samostatnou část árie. Koloratury můžeme ovšem zahrnout také pod pojem melisma, označující zpěv jedné slabiky na více než jednom tónu. Zde bude záležet na naší interpretaci, zda a do jaké míry je kolorovaná (hudebně rozvinutá) slabika součástí verbálního sdělení či do jaké míry slouží pouze ryze hudebnímu výrazu. 

## Užití vokalízy v novější klasické hudbě
V pozdně romantické a zejména modernistické klasické hudbě se vokalíza používá většinou nikoli jako technicky efektní prvek, nýbrž především jako prvek atmosférotvorný a obohacující zvukovou barevnost díla. Nejznámější písňovou skladbou založenou na vokalíze je Vokalíza, op. 34, č. 14  Sergeje Rachmaninova pro vyšší hlas a klavír. Další skladbou tohoto typu je Vokalíza - etuda ve formě habanery (Vocalise-étude en forme de Habanera) z roku 1907 od Maurice Ravela. V oblasti symfonické tvorby je vokalíza užita např. Leošem Janáčkem ve 3. větě jeho symfonie Dunaj. V opeře jsou známými příklady vokalíz sborový zpěv brumendo z konce 2. jednání Pucciniho Madam Butterfly nebo úvod a závěr Písně slavíka ze Stravinského opery Slavík.